# Municipio de Tymochtee
El municipio de Tymochtee (en inglés: Tymochtee Township) es un municipio ubicado en el condado de Wyandot en el estado estadounidense de Ohio. En el año 2010 tenía una población de 1124 habitantes y una densidad poblacional de 11,99 personas por km².

## Geografía
El municipio de Tymochtee se encuentra ubicado en las coordenadas 40°57′16″N 83°15′26″O / 40.95444, -83.25722. Según la Oficina del Censo de los Estados Unidos, el municipio tiene una superficie total de 93.77 km², de la cual 93,67 km² corresponden a tierra firme y (0,1 %) 0,1 km² es agua.

## Demografía
Según el censo de 2010, había 1124 personas residiendo en el municipio de Tymochtee. La densidad de población era de 11,99 hab./km². De los 1124 habitantes, el municipio de Tymochtee estaba compuesto por el 98,31 % blancos, el 0,89 % eran de otras razas y el 0,8 % eran de una mezcla de razas. Del total de la población el 2,22 % eran hispanos o latinos de cualquier raza.